# Історія одного торгового підприємства
«Історія одного торгового підприємства» (рос. История одного торгового предприятия) — оповідання Антона Чехова, вперше опубліковане у 1892 році.

## Історія
Оповідання було написане Чеховим десь між 5 та 31 березня 1892 року під час перебування письменника у своєму маєтку Меліхово. В цей же період він написав оповідання «Уривок» (рос. «Отрывок») і «З записної книжки старого педагога» (рос. «Из записной книжки старого педагога»), який також вирішив направити до журналу «Осколки», де до того моменту не друкувався вже більше п'яти років.
Вперше оповідання «Історія одного торгового підприємства» було опубліковане у журналі «Осколки» 2 травня 1892 року (випуск № 18) під псевдонімом «Грач». Відомо, що цим псевдонімом Чехов раніше в «Осколках» не підписувався і з приводу свого вибору писав редакторові журналу Лейкіну наступне: «Чехонте вже скасований мною, а Чехова дозвольте залишити для оповідань іншого тону» (лист від 7 квітня 1892 р.).
4 травня 1892 року російський літературний критик А. С. Лазарєв-Грузинський писав Чехову: «З найбільшим задоволенням і навіть трепетом побачив Ваші твори в „Осколках“. Скільки років Ви не писали туди…»

## Сюжет
Андрій Андрійович Сидоров, головний герой оповідання і освічений чоловік, прагне поширювати світло просвіти в своєму маленькому місті, що загрузло у відсталості і міщанстві. Для цього він організовує книгарню. Спочатку клієнтів у нього немає зовсім, оскільки він спеціалізується винятково на книгах. Якось до нього заходить один пан і просить продати йому грифелі, яких у Сидорова немає. Крамар думає, що було б непогано закупити і їх, оскільки вони також відносяться до справи освіти і сприяють йому.
За деякий час Сидоров виписує «гімнастичні гирі, крокет, тріктрак, дитячий більярд, садові інструменти для дітей і десятка два дуже розумних, раціональних ігор». Торгівля нарешті йде добре. Крамар протирає полиці і випадково збиває кілька томів книг Михайловського, які розбивають лампові кулі. Після цього книги Сидоров ховає під прилавок.
Врешті-решт Сидоров стає одним з найбільших торговців у місті. Старі приятелі, які іноді заводять з ним мову про прогрес і високі матерії, одного разу запитують у нього, чи він читав останній випуск «Вісника Європи», на що купець відповідає: «Це нас не стосується. Ми позитивнішою справою займаємося».